# Rezzo
Rezzo (ligur nyelven Réssu ) egy olasz község a Liguria régióban. Imperia megyében .

## Földrajza
Rezzo a Giara-völgyben (Valle della Giara) fekszik a Prearba (1446 m) és a Carpasina (1415 m) hegyek által közrefogva. Területe jelentős része erdő.Imperiától 30 km-re található.

## Látnivalók

### Egyházi épületek

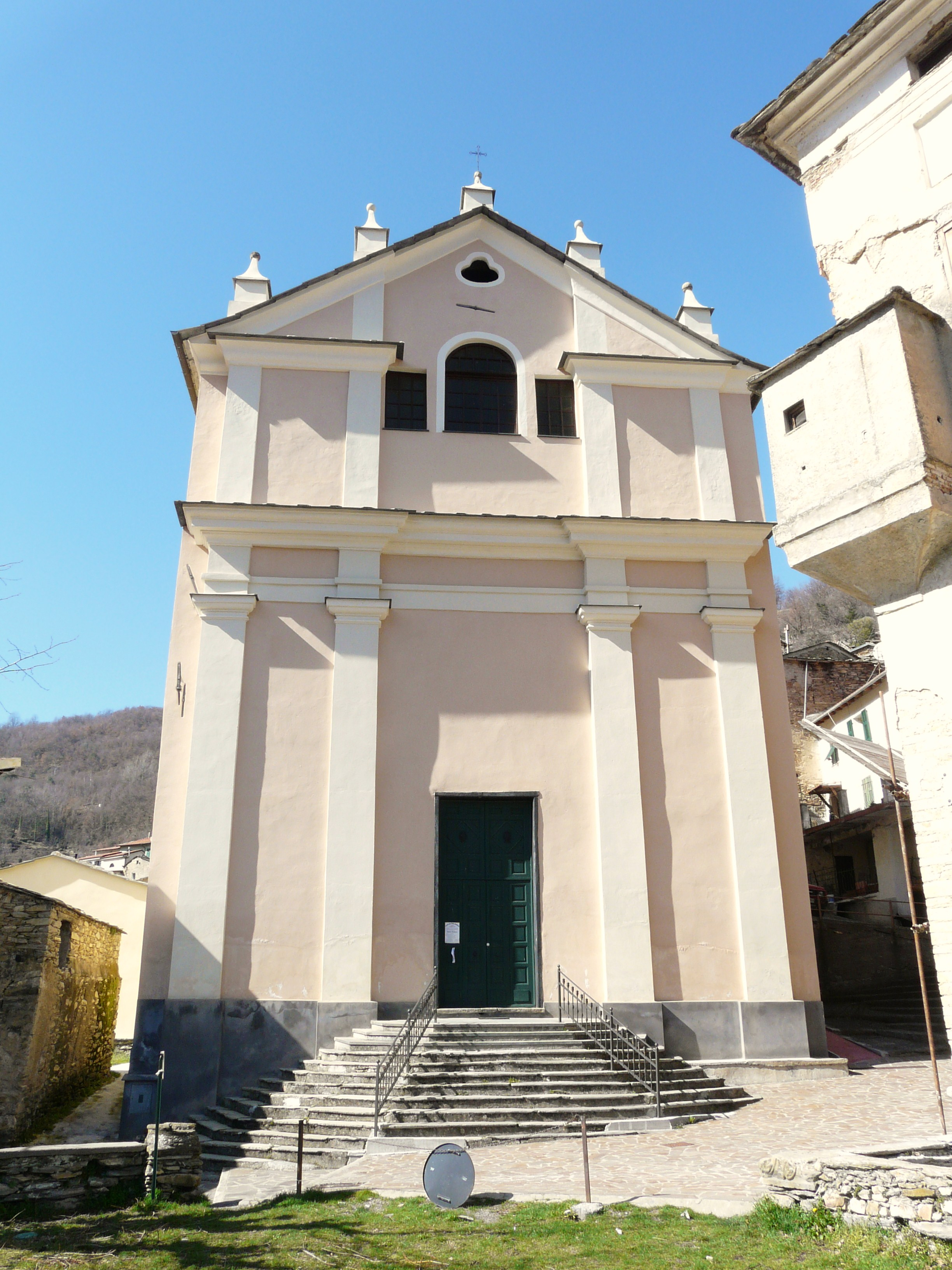
La chiesa parrocchiale di San Martino

- Santuario della Madonna della Neve
- San Martino templom

## Gazdaság
Lakói elsősorban állattenyésztéssel  foglalkoznak. Jellegzetes ezen kívül a kosárfonás.

## Közlekedés
Az A10-es autópálya Imperia Est lehajtójáról elérhető, de közvetlen autópálya-összeköttetéssel nem rendelkezik. 
A legközelebbi vasútállomás az Imperia-Porto Maurizio aGenova-Ventimiglia vasútvonalon.

## Fordítás
- Ez a szócikk részben vagy egészben  a   Rezzo című olasz Wikipédia-szócikk fordításán alapul.  Az eredeti cikk szerkesztőit annak laptörténete sorolja fel. Ez a jelzés csupán a megfogalmazás eredetét és a szerzői jogokat jelzi, nem szolgál a cikkben szereplő információk forrásmegjelöléseként.